# هرازدان تی‌وی
شرکت هرازدان تی‌وی (ارمنی: Հրազդան հեռուստաընկերություն) یک شرکت خصوصی تلویزیونی در هرازدان، ارمنستان می‌باشد و توسط خانواده هاروتیونیان در چارچوب شرکت مسئولیت محدود «سیراک» بنیانگذاری شده‌است همچنین این خانواده روزنامه‌ای خصوصی به منتشر می‌کند و یک شرکت رادیویی تحت عنوان «رادیو هرازدان» را اداره می‌کند. این شبکه از تاریخ ۱ سپتامبر ۱۹۹۱ پخش خویش را آغاز نموده‌است و استان کوتایک و بخش‌هایی از استان گغارکونیک را پوشش می‌دهد. تعداد بینندگان هرازدان تی‌وی حدود ۲۲۰٬۰۰۰ تن می‌باشد.